# Nudur rubrimediana
Nudur rubrimediana là một loài bướm đêm thuộc phân họ Arctiinae, họ Erebidae.